# Quassia indica
Quassia indica ist eine Pflanzenart aus der Gattung Quassia innerhalb der Familie der Bittereschengewächse (Simaroubaceae). Sie gedeiht in immergrünen Wäldern und an stehenden Gewässern im tropischen Asien, auf Madagaskar, den Komoren und Pemba.

## Beschreibung

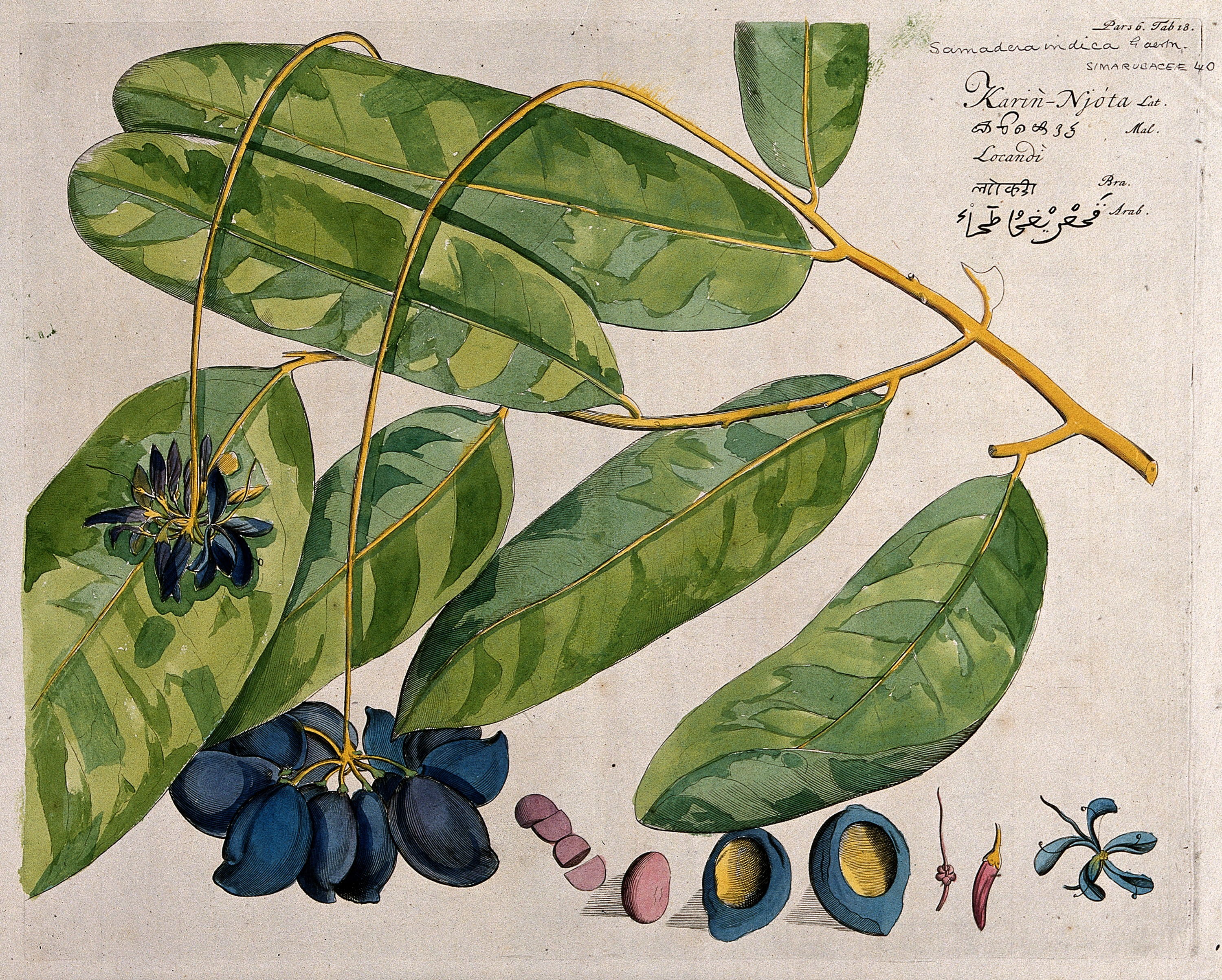
Kolorierter Kupferstich aus dem sechsten Band des Hortus Malabaricus (Tafel 18) von 1686

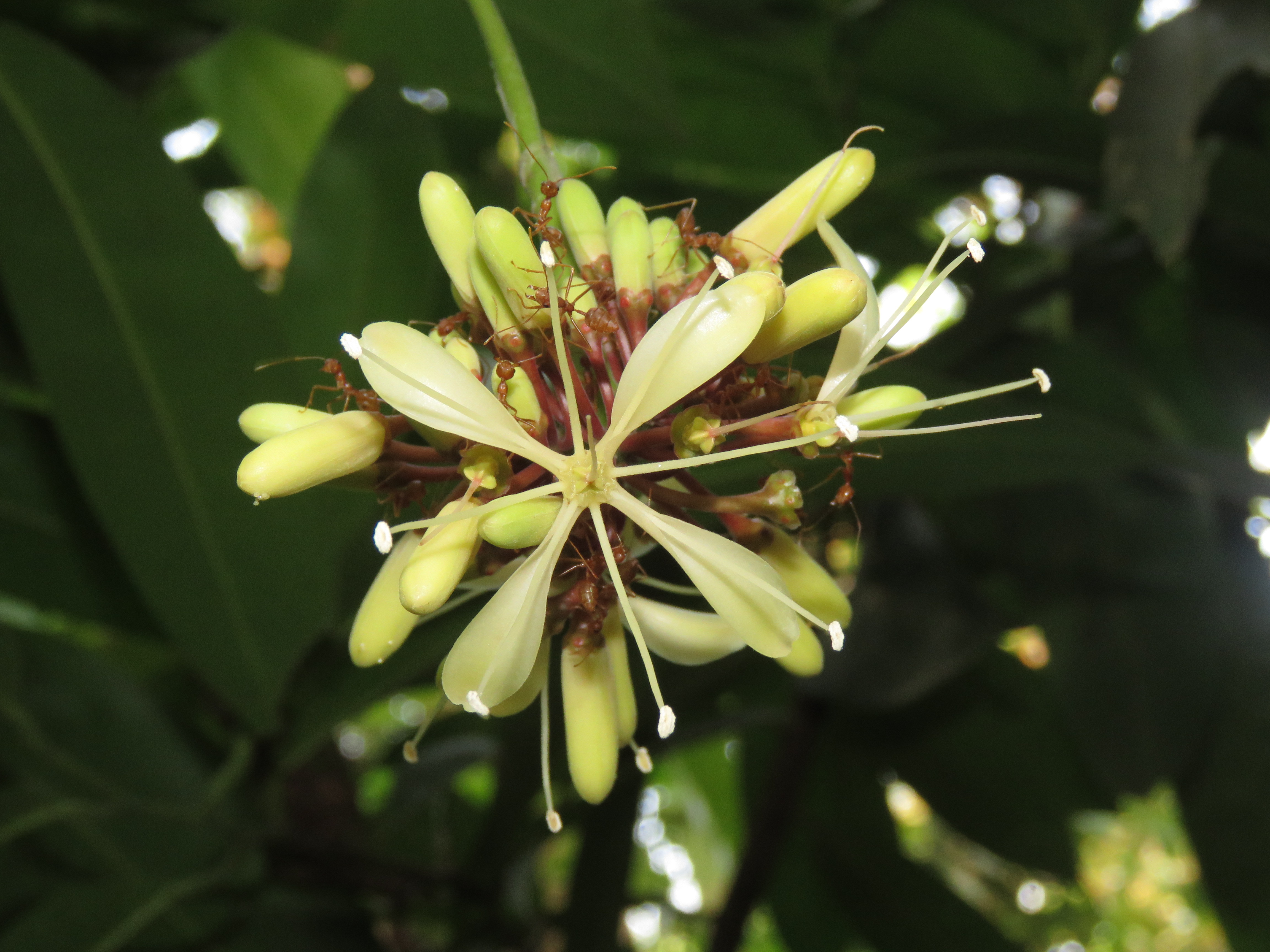
Blütenstand und Blüte

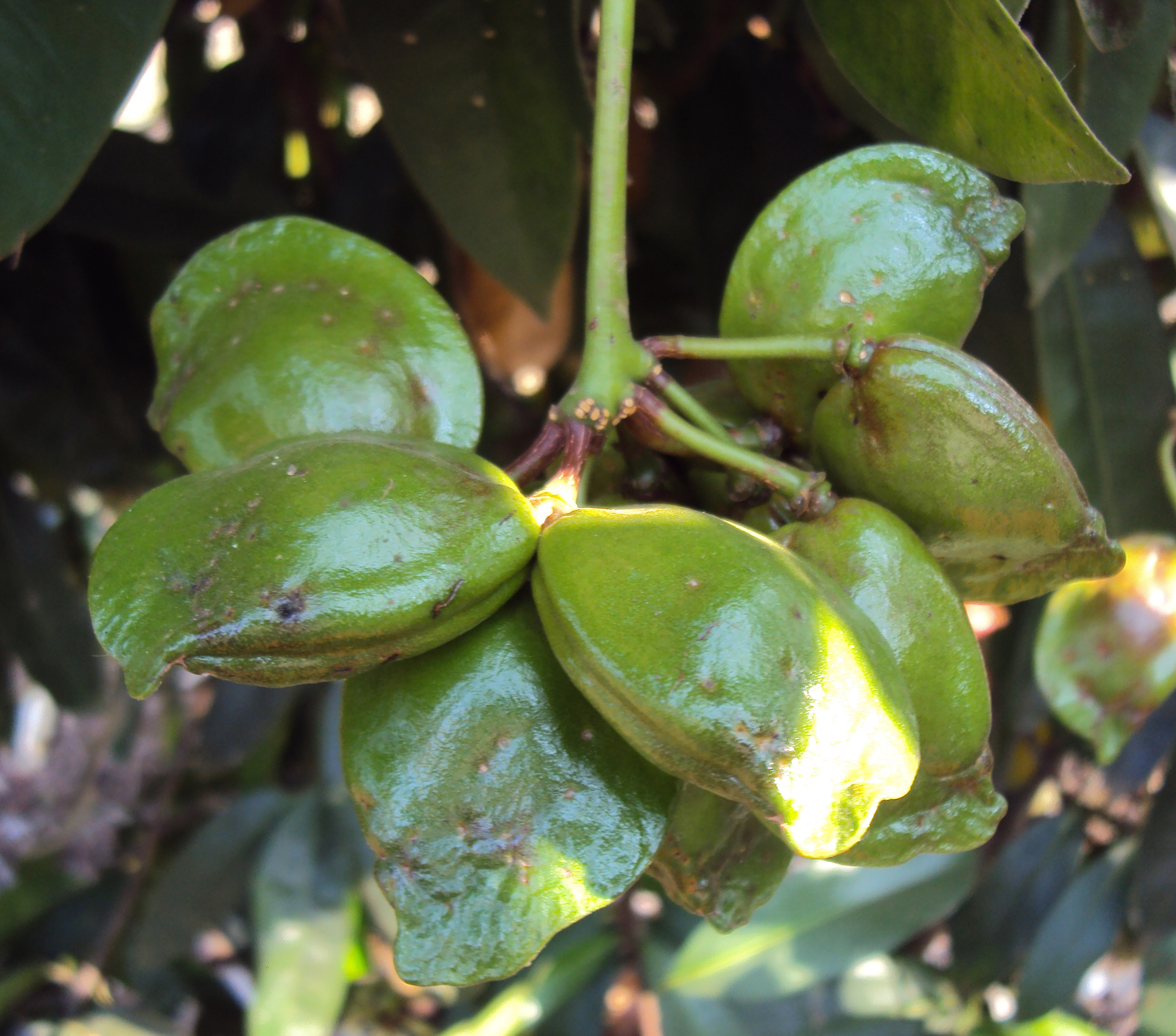
Unreife Früchte

### Vegetative Merkmale
Quassia indica wächst als immergrüner Strauch oder kleiner Baum mit kurzem Stamm, der Wuchshöhen von über 15 Metern und etwa 50 Zentimeter Stammumfang erreicht. Der Stamm ist oft geriffelt oder es sind mehrere Stämme vorhanden. Seine relativ glatte Rinde ist bräunlich-grau.
Die wechselständig am Zweig angeordneten Laubblätter sind in Blattstiel und -spreite gegliedert. Der kurze Blattstiel ist bis etwa 1–3 Zentimeter lang und es können Pulvini vorhanden sein. Die einfache, ledrige, glänzende und kahle, ganzrandige Blattspreite ist bei einer Länge von 14 bis 20, selten bis über 25 Zentimeter sowie einer Breite bis über 9 Zentimeter relativ groß, eiförmig bis verkehrt-eiförmig oder elliptisch mit gerundeter Basis und meist kurzer Spitze am oberen Ende. Die hellere Blattunterseite weist zahlreiche eingesunkene Drüsen auf. Die Nervatur ist gefiedert mit undeutlichen Seitenadern. Die Nebenblätter fehlen.

### Generative Merkmale
Über einem end- oder achselständigen, 15 bis 20 Zentimeter langem Blütenstandsschaft stehen in einem dichten und herabhängenden doldigen Blütenstand bis zu 20 oder mehr Blüten zusammen. Die festen Blütenstiele sind rot und im unteren Teil mit einem „Gelenk“ unterteilt.
Die zwittrigen Blüte ist vierzählig mit doppelter Blütenhülle. Die kleinen, außen feinhaarigen Kelchblätter sind becherförmig verwachsen mit kurzen Zipfeln und besitzen außen jeweils eine große, auffällige Drüse. Die vier freien, schmal verkehrt-eiförmigen, bis 3 Zentimeter langen, stumpfen, außen feinhaarigen Kronblätter sind grünlich, weiß-gelb bis violett-purpur. Es sind 8 lange Staubblätter mit im unteren Teil feinhaarigen, dicklichen Staubfäden mit einer kleinen Schuppe am Grund ausgebildet. Der gelappte, leicht feinhaarige Fruchtknoten, mit fast freien Fruchtblättern, ist oberständig mit einem langen, schlanken, pfriemlichen Griffel mit minimaler Narbe. Es ist ein fast kahler, fleischiger und stielartiger Diskus unter dem Fruchtknoten vorhanden.
Die bei einer Länge von 5 bis 8 Zentimeter, eiförmige bis halbmondförmige, abgeflachte, einsamige, erst rötliche, später braune, drüsige, dickledrige Steinfrucht mit beständigem Kelch weist auf einer Seite einen kurzen „Flügel“ (dünneren Rand) auf. Die Frücht erscheinen einzeln oder bis zu viert in einer Sammelsteinfrucht. Der große, braune Samen mit dünner Samenschale ist leicht gekrümmt.

## Verbreitung
Von Quassia indica gibt es Fundortangaben für Indien, Sri Lanka, die Andamanen, Bangladesch, Myanmar, Vietnam, Kambodscha, Laos, Malaysia, Sumatra, Borneo, Sulawesi, Neuguinea, die Philippinen, den Bismarck-Archipel, die Salomonen, Madagaskar, die Komoren und Tansania.

## Taxonomie
Die Erstveröffentlichung erfolgte 1791 unter dem Namen (Basionym) Samadera indica durch Joseph Gaertner in De Fructibus et Seminibus Plantarum ..., Volume 2, S. 352, Tafel 156, Figur 3. Die Neukombination zu Quassia indica (Gaertn.) Noot. wurde 1963 durch Hans Peter Nooteboom in Blumea, Volume 11, S. 517 veröffentlicht. Synonyme für Quassia indica (Gaertn.) Noot. sind: Niota tetrapetala Poir., Samadera madagascariensis A.Juss., Samandura madagascariensis C.F.Gaertn., Vittmania elliptica Vahl, Locandi indica (Gaertn.) Kuntze, Simaba indica (Gaertn.) Baill., Vitmannia lucida (Wall.) Steud., Niota lucida Wall..

## Nutzung
Das Holz von Quassia indica ist hell und leicht. In Madagaskar wird es zum Bau von Kanus verwendet.
Verschiedene Pflanzenteile von Quassia indica werden in der madagassischen und indischen Naturheilkunde verwendet. Ausgekochte Extrakte des Stamms oder der Wurzelrinde sollen gegen Verdauungsbeschwerden, Durchfall, Fieber und Regelbeschwerden helfen. Mit der abgeschabten Rinde (Samaderarinde) werden Verletzungen und Brandwunden behandelt. Die Laubblätter wendet man äußerlich gegen Erysipel und Juckreiz an. Aus den Samen gewinnt man ein fettes Öl, das als Mittel gegen Rheumatismus gilt. Verschiedene extrahierte Inhaltsstoffe (Quassinoide) zeigen entzündungshemmende, antileukämische oder antimikrobielle Eigenschaften, zum Beispiel hemmen sie das Wachstum von Plasmodium falciparum.